# هوارد نيو
هوارد نيو (بالإنجليزية: Howard New)‏ هو مغن مؤلف بريطاني، ولد في 1967، وتوفي في 3 سبتمبر 2009 بسبب حادث مرور.

## وصلات خارجية
- هوارد نيو على موقع ميوزك برينز (الإنجليزية)
- هوارد نيو على موقع ديسكوغز (الإنجليزية)